# Chiesa di Sant'Agostino (Montieri)
La chiesa di Sant'Agostino è un edificio sacro situato a Gerfalco, nel comune di Montieri, in provincia di Grosseto.

## Storia
Nell'anno 1323 fu edificato prossimo a Gerfalco un convento di Eremiti Agostiniani sotto il titolo di Santa Croce, dopo le guerre avevano distrutto un più antico convento situato sopra il poggio denominato Monte Beni. Non avendo pertanto quei frati mezzi sufficienti da proseguire la costruzione dalla chiesa e del chiostro, l'11 agosto 1323 vendettero al Comune di Massa il poggio di Monte Beni con i terreni adiacenti e si trasferirono a Gerfalco. La Chiesa di Santa Croce, nel comune di Monterotondo Marittimo a pochi chilometri da Gerfalco, è la chiesa dell'antico convento ed è ancora visibile oggi.

## Descrizione

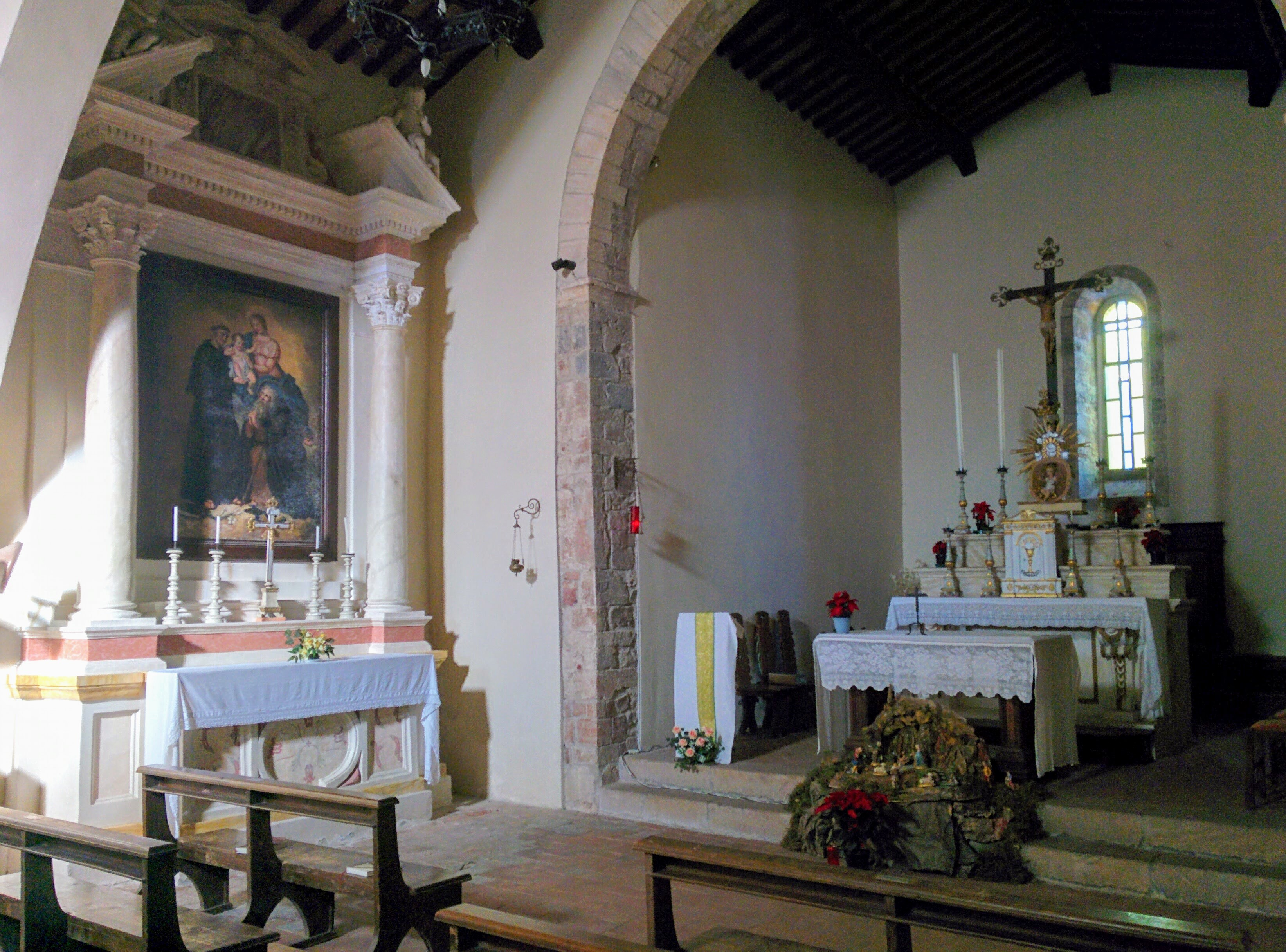
Interno della chiesa

La costruzione, a conci di pietra non intonacati conserva ancora le vestigia dell'antico convento dell'ordine mendicante degli Agostiniani.
L'interno, assolutamente spoglio, è a copertura a vista, sostenuta, com'è consueto in queste zone, da due arconi ogivali.
L'adiacente convento, di proprietà della diocesi di Volterra, oggi è utilizzato come casa per campiscuola.